# Le Matelot 512
Pour plus de détails, voir Fiche technique et Distribution.
Le Matelot 512 est un film français réalisé par René Allio, sorti en 1984.
Pour établir son scénario, René Allio s'est inspiré d'un manuscrit que lui avait remis un vieil homme, Émile Guinde, dans lequel il raconte sa vie mouvementée.
Le film est traité sous la forme de roman-feuilleton du début du XXe siècle.

## Synopsis
Au début du XXe siècle, Max, jeune homme de dix-huit ans, s'engage dans la Marine. Il devient le Matelot 512, envoyé à Lorient et affecté au service du commandant Roger, comme ordonnance. Il doit épouser Colette, une humble domestique, mais il tombe amoureux fou de la femme du commandant, qui devient sa maîtresse. Accusé de meurtre, il est condamné, dégradé et enfermé dans une geôle sur un cuirassé qui, en 1911, explose en rade de Toulon. Il en sort indemne et s'échappe, mais il passe pour mort. Il refait sa vie sous une fausse identité et s'engage dans la Légion étrangère.

## Fiche technique
- Réalisateur : René Allio, assisté de Pierre Gang
- Scénario : René Allio, d'après le manuscrit d'Émile Guinde
- Adaptation et dialogues : René Allio
- Musique : Georges Bœuf
- Genre : drame
- Durée : 90 minutes

## Distribution
- Dominique Sanda : la femme du commandant
- Jacques Penot : Max
- Bruno Cremer : le commandant
- Laure Duthilleul : Colette
- Tchéky Karyo : le balafré
- Michel Piccoli : le narrateur
- Christiane Cohendy : Lina Colomba
- Christine Laurent : Paillette
- Cécile Mazan : la barmaid
- Yvonne Gamy : la vieille dame
- Jean Maurel : le maraîcher
- Gérard Meylan : le commissaire
- Georges Rostan : le bookmaker
- Claude Bouchery : le général